# Кёлер, Йохан
Йо́хан Кёлер (Ива́н Петро́вич Ке́ллер), Кёлер-Вилианди (эст. Johann Köler, Johann Köler-Wiliandi; 24 февраля [8 марта] 1826, дер. Иваски, Вастемойзская волость, близ Сууре-Яани, Лифляндская губерния, Российская империя — 10 [22] апреля 1899, Санкт-Петербург) — эстонский живописец, представитель петербургского академизма пореформенной эпохи, основоположник эстонской национальной школы живописи, крупный деятель «эстонского пробуждения»; мастер портретной, пейзажной и жанровой картины, церковный декоратор. Академик (с 1860) и профессор (с 1867) Императорской Академии художеств.

## Жизнь и творчество
Йохан Кёлер родился в небогатой крестьянской семье, был у родителей седьмым ребёнком. Учился в начальной школе Вильянди и Вильяндиском высшем начальном училище, затем изучал малярное дело в Вендене. Там, по заказу семьи фон Сиверс, расписал интерьеры православной Спасо-Преображенской церкви.
В 1846 году Кёлер приезжает в Санкт-Петербург, где зарабатывает оформлением витрин и вывесок. С 1848 по 1855 обучается в Императорской Академии художеств, где сначала занимается рисованием и затем — живописью у А. Т. Маркова. В течение учёбы получает несколько наград от Академии художеств: две малые и одну большую серебряные медали (1853), большую серебряную и малую золотую (1855) за программу «Геркулес выводит Цербера из преддверий ада» (другой вариант названия: «Геркулес выводит Цербера из преисподней»); большую золотую медаль (1857) за программу «Аэндорская волшебница вызывает тень Самуила». Получает звание классного художника XIV класса (1858).

Памятник Й. Кёлеру в Вильянди

Начиная в 1857 года Й. Кёлер продолжает своё образование за границей, в Берлине и Париже. Он также посещает Бельгию и Голландию, в 1858 году совершает поездку в Италию через Альпы, живёт в Милане, Риме, Флоренции и в Женеве. В Италии художник увлекается акварелью.
В 1859 году он выставляет в Риме свою картину «Христос на кресте» и принимается в члены немецкого Римского художественного общества «Colonna».
Получает звание академика Императорской Академии художеств (1861) за алтарную картину и композицию «Христос на кресте», созданные им в 1858 году в Париже для Венденской церкви.
В 1862 году возвращается в Санкт-Петербург. Монархист по своим политическим убеждениям, он с 1862 по 1874 год был учителем рисования великой княжны Марии Александровны, дочери императора Александра II. В 1869—1870 годах Кёлер служит доцентом в петербургской Академии художеств. В 1867 ему был пожаловано звание профессора по исторической и портретной живописи за выполненный портрет канцлера светлейшего князя А. М. Горчакова. В то же время художник писал также пейзажи, сценки из жизни эстонских крестьян.
В 1876 году по распоряжению президента Академии, великого князя Владимира Александровича, приглашается к участию в заседаниях академического Совета; с 1877 года был также сверхштатным членом Совета (1877).
В июле 1879 года выполнил роспись церкви Каарли в Ревеле. Также ему принадлежит роспись православного храма в Цесисе.
В 1882 году Кёлер совместно с другими эстонскими переселенцами купил в Крыму большую усадьбу Кунтагани, но вскоре столкнулся с финансовыми трудностями. Через несколько лет усадьба из-за долгов была продана на аукционе.
В 1886—1889 годах художник жил и работал в Вене, Париже и в Ницце. Участвовал в культурной жизни эстонцев.
В 1860—1890-х годах Йохан Кёлер являлся одним из выдающихся деятелей демократического крыла эстонского национального движения. В Санкт-Петербурге был дружен с одним из лидеров эстонского национального возрождения, писателем Карлом Робертом Якобсоном.
Во время своих поездок на родину общался с эстонcкими просветителями Фридрихом Крейцвальдом, Якобом Хуртом и Яаном Адамсоном.
В 1891—1893 годах был председателем Эстонского литературного союза. Являлся последовательным сторонником дружбы между эстонским и русским народами.
Скончался в Петербурге, похоронен на кладбище Сууре-Яани в Эстонии; на могиле — надгробный памятник с бюстом работы Амандуса Адамсона.

## Увековечение памяти
В 1923 году именем Йохана Кёлера была названа улица в Таллине .
В 1976 году на центральной площади города Вильянди был открыт памятник Йохану Кёлеру.

## Галерея

Портреты
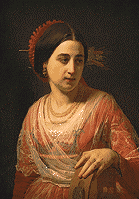
Девушка из Рима. 1858
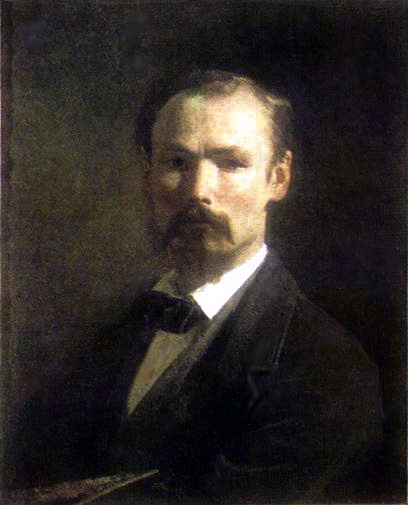
Автопортрет. 1859
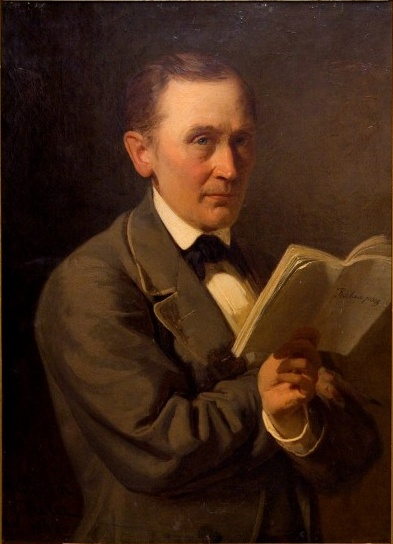
Ф. Р. Крейцвальд. 1864
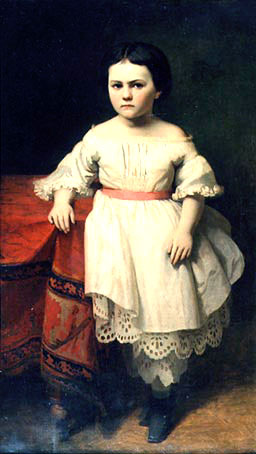
Портрет дочери Н. П. Семёнова. 1865
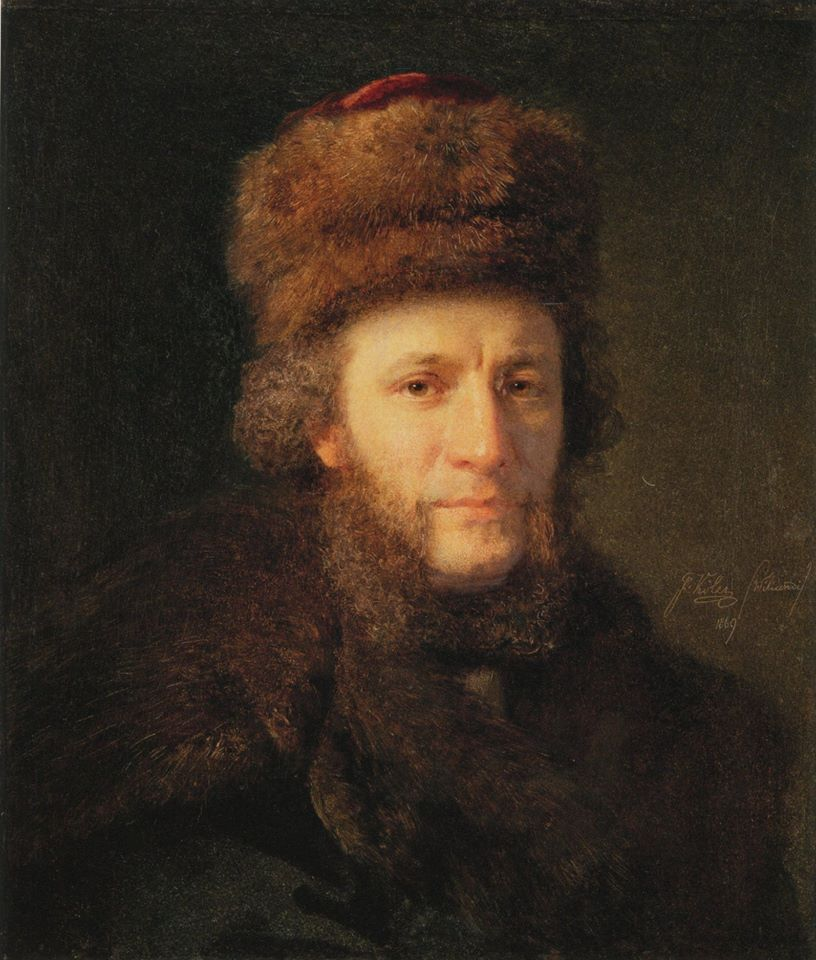
П. П. Семёнов. 1866
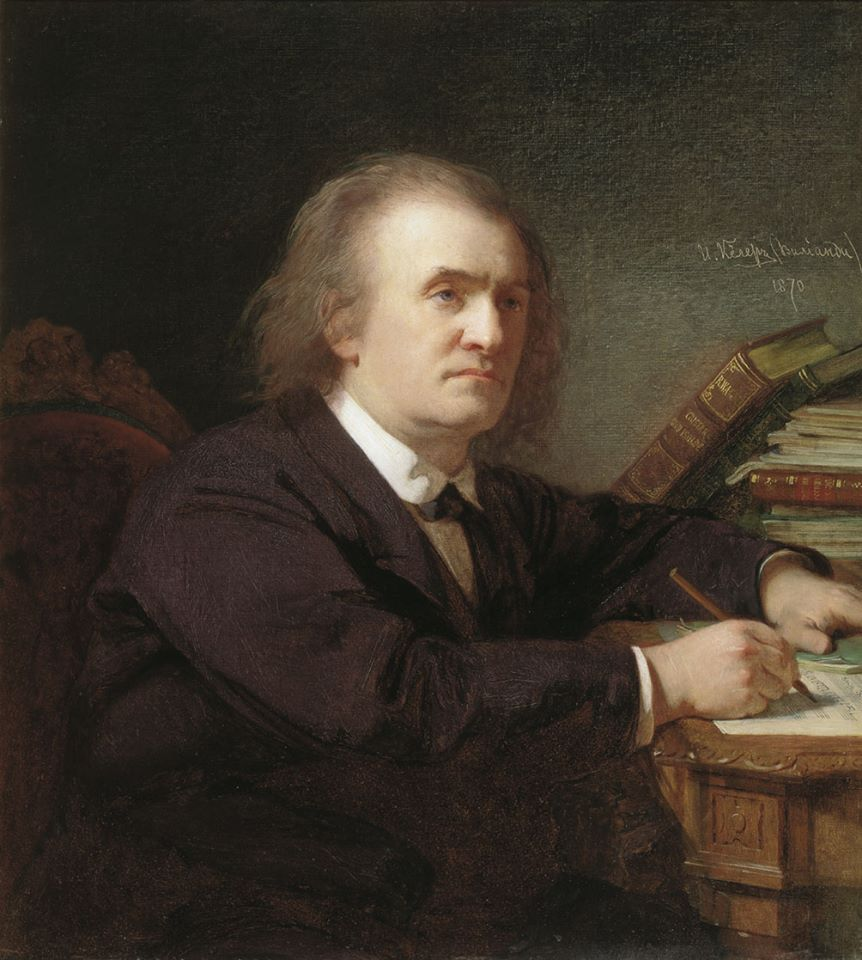
А. Н. Серов. 1871
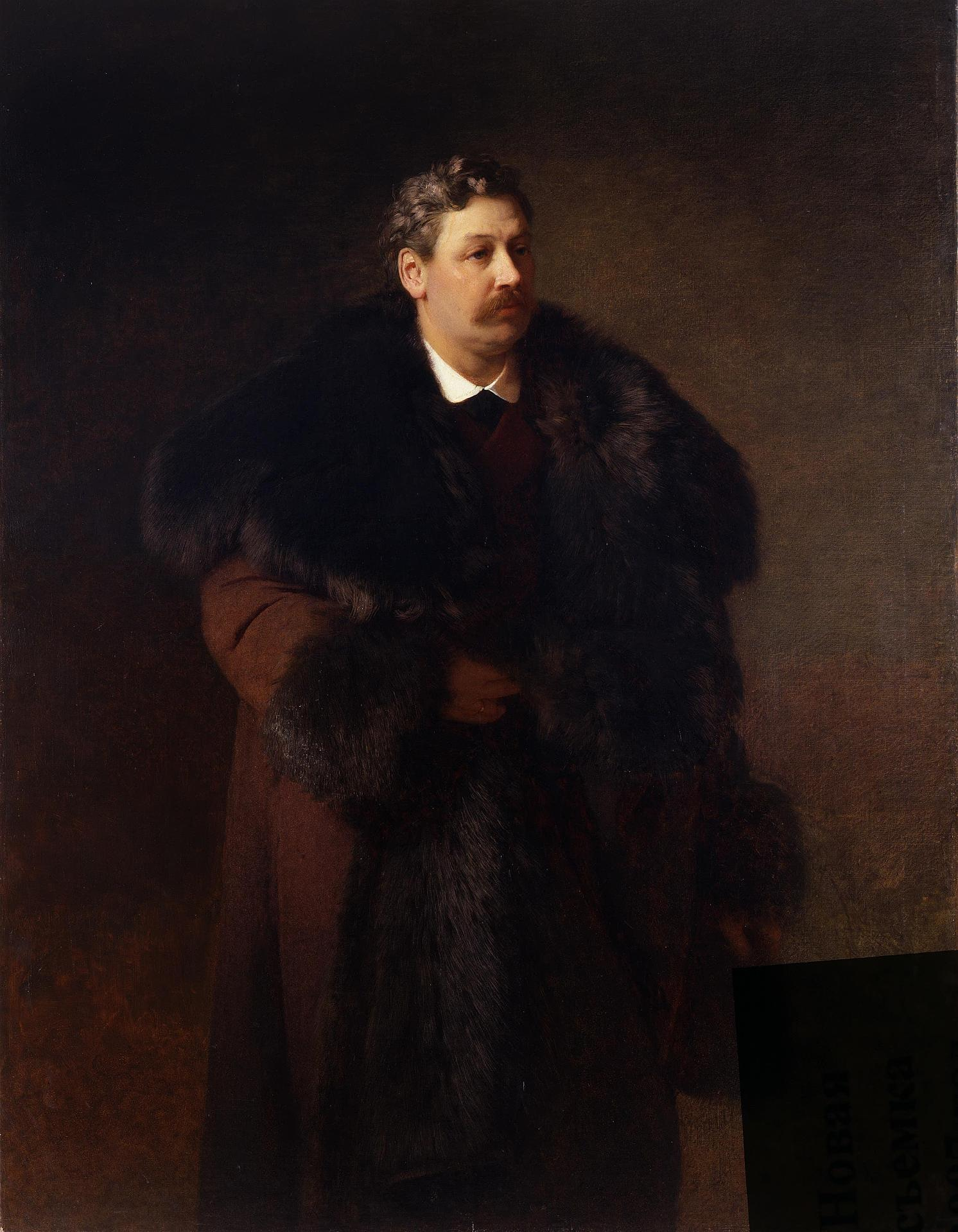
Граф П. А. Зубов. 1873
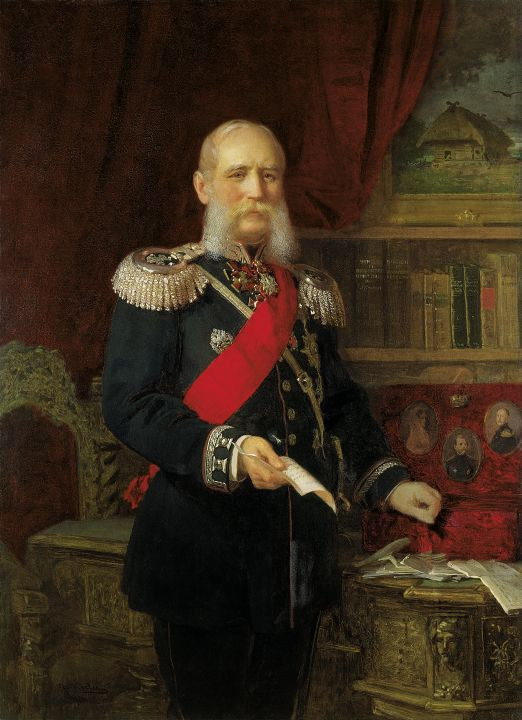
Ф. Я. Карелль. 1886

Пейзажи
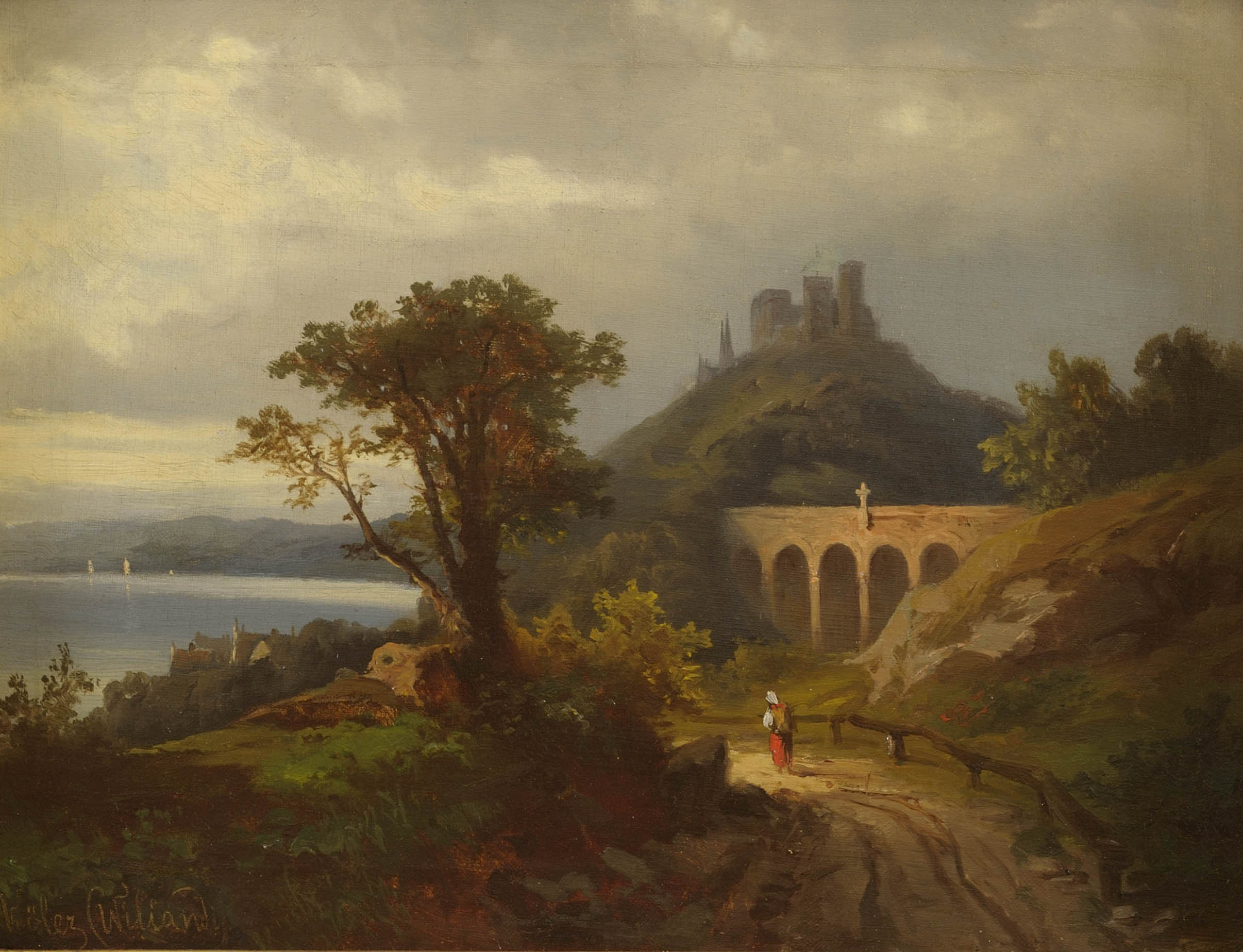
Итальянский пейзаж. Около 1859–1862
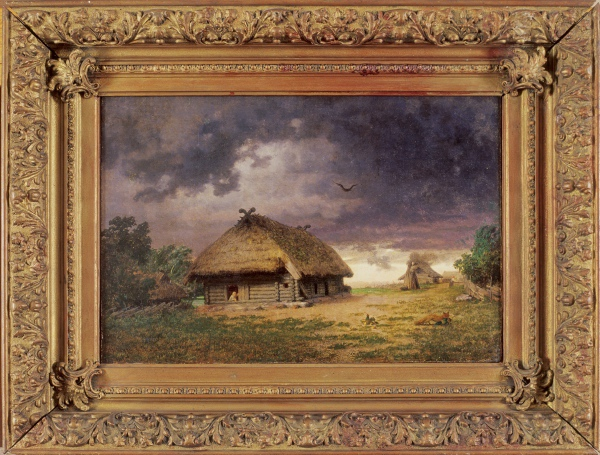
Родная хижина. 1868
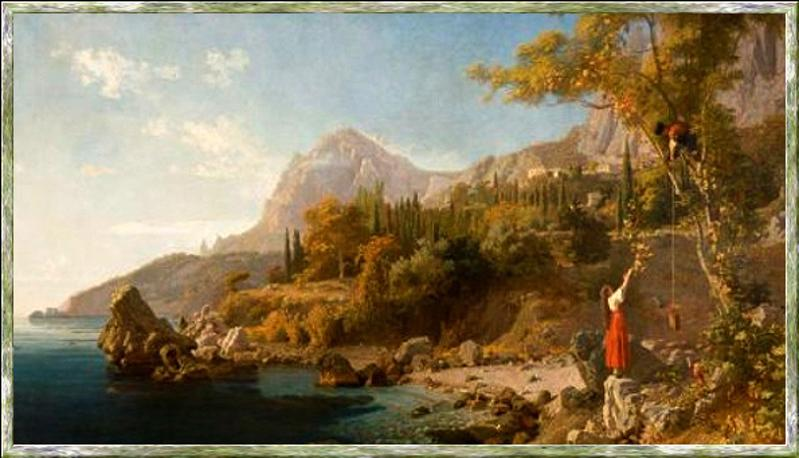
Имение Мшатка с видом на Байдарские ворота. 1875

Исторические и жанровые картины
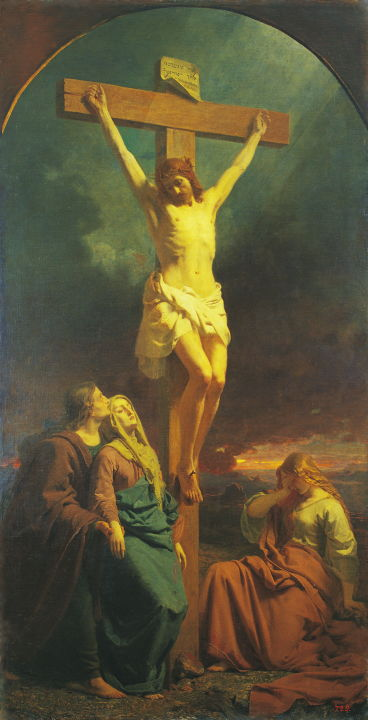
Христос на кресте. 1857—1859
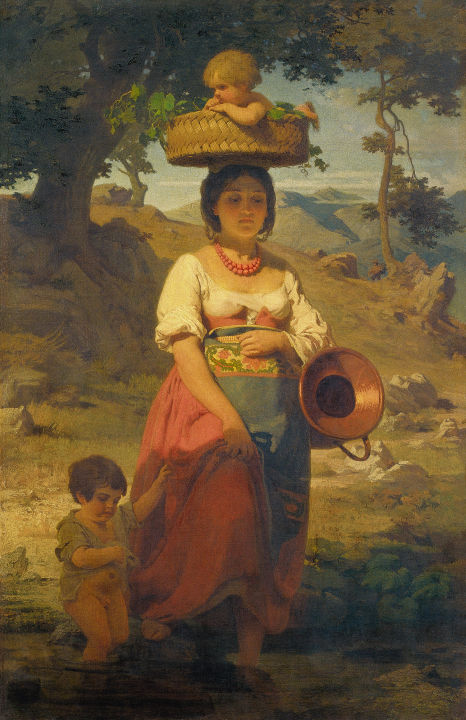
Итальянка с детьми, переходящая через ручей. 1862
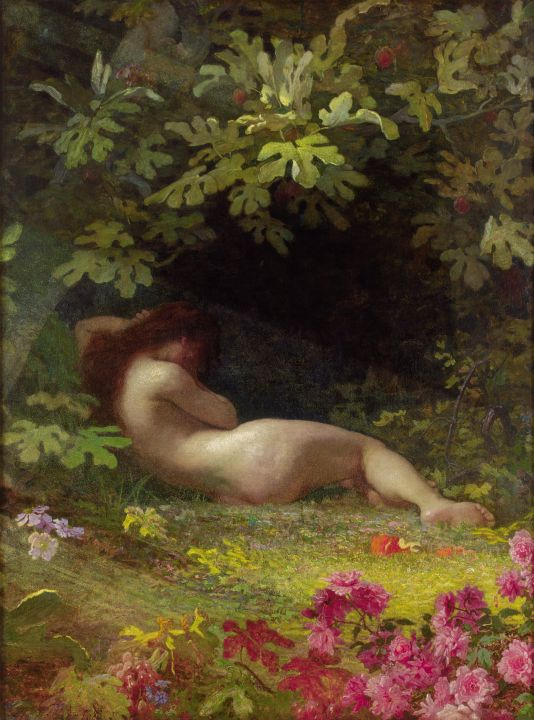
Ева после грехопадения. 1883
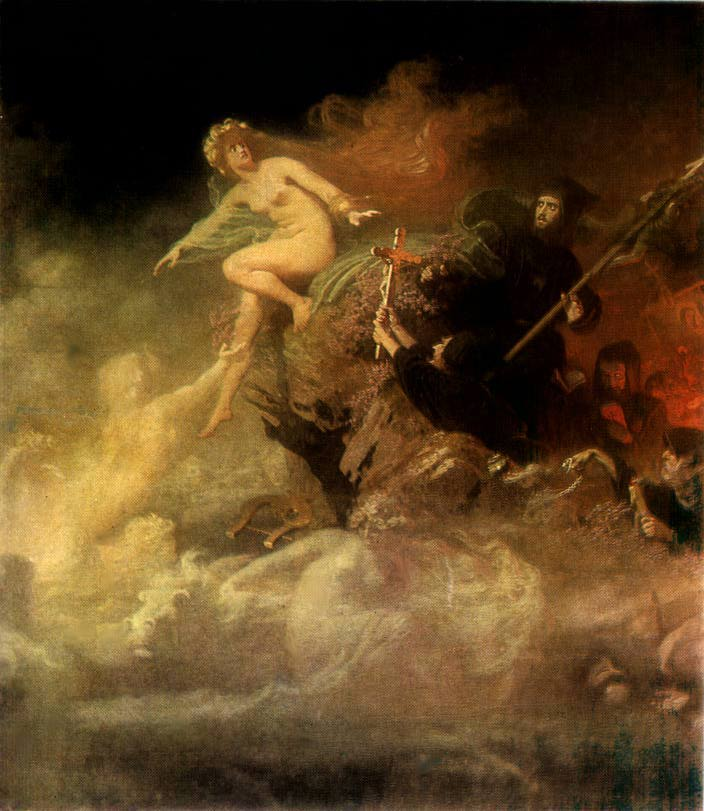
Лорелея. 1887